# Janardan
Janardan, swami guru Janardan Paramahansa (dewanagari स्वामी गुरु जनार्दन परमहंस, trl. svāmī guru janārdana pāramahaṃsa, ur. 2 grudnia 1888 w Bengalu Wschodnim, zm. 28 kwietnia 1980) – indyjski guru adźapajogi od 1958 roku, czyli od mahasamadhi Guru Bhumananda Paramahansa do końca życia. W przypadku Guru Janardana tytuł swami jest formą grzecznościową stosowana wobec świętych i guru nieprzynależących do żadnej z dziesięciu tradycji swamich daśanami.

## Życiorys

### Okres młodzieńczy
Przyszedł na świat jako pierwsze dziecko. Jego ojcem był Shri Shyama Charan Ganguli, a matką Khirta Devi. Po urodzeniu nadano mu imię Janardan, którym posługiwał się do końca swojego życia. Matka Janardana byłą bardzo pobożną kobietą i bardzo zasmucał ją widok syna, który w kwestiach religijnych był bardzo obojętny. Z ojcem wiązały Janardan silne więzy emocjonalne, głęboka miłość i szacunek. Kiedy miał 12 lat zmarł mu ojciec, co wywołało w nim głęboki wstrząs. Zaczął zadawać sobie pytanie: "Dlaczego zmarł mój ukochany ojciec? Czym jest śmierć?" To traumatyczne przeżycie zrodziło w nim pragnienie znalezienia odpowiedzi na pytania "czym jest życie?, czym jest śmierć?" Słysząc od krewnych, że ojca zabrał Bóg, Janardan opuścił dom i udał się do świątyni, modlił się, medytował, śpiewał mantry, ale to wszystko nie przyniosło odpowiedzi na nurtujące go pytania. Krótko po tym spotkał swojego stryja, który namówił go do powrotu do domu. Jednak powrót do rodziny nie uśmierzył jego bólu. Nadal zadawał sobie pytania: "Dlaczego ludzie umierają?, Co się z nimi dzieje po śmierci?, Czym jest życie?". Brak odpowiedzi na te pytania pchnął go do ostatecznego opuszczenia domu i poszukiwań odpowiedzi na nurtujące go pytania. Janardan opuścił dom i nigdy już do niego nie powrócił.

### Udział w ruchach niepodległościowych
Na początku lat 20 XX wieku Janardan zaangażował się w walkę o niepodległość Indii. W tym czasie w Indiach nasiliły się ruchy zmierzające do wyzwolenia kraju z kolonialnej władzy Brytyjczyków. Bengal był jednym z indyjskich stanów w którym indyjski ruch niepodległościowy (ang. Indian independence movement) był bardzo silny i skupiał rzesze ludzi pragnących wyzwolenia spod panowania kolonialistów. Jednym z liderów tego ruchu w Bengalu był Ćittarandźan Das (ang. Chittaranjan Das). Był on wykształconym, mądrym i współczującym człowiekiem. Janardan poczuł do niego wielką sympatię, która wypełniła pustkę po stracie ojca. Ze swojej strony Ćittarandźan Das odwdzięczył tę miłość Janardana i traktował go jak własnego syna. Janardan u boku Ćittarandźan Dasa bardzo udzielał się w tym rewolucyjnym ruchu. Podczas jednej z demonstracji Janardan doznał poważnych obrażeń, policja rozganiając tłum połamała mu żebra. To zaangażowanie się w ruch niepodległościowy nie trwało jednak zbyt długo ponieważ w dniu 16 czerwca 1925 roku zmarł Ćittarandźan Das. Ta śmierć przywołała wspomnienia po stracie ojca i wywołała jeszcze większy smutek. Nie mogąc tego znieść Janardan wycofał się z działalności w jakichkolwiek ruchach niepodległościowych.

### Wędrowny sadhu
Po tych kolejnych traumatycznych przeżyciach, Janardan doszedł do wniosku, że nigdy nie zazna prawdziwego pokoju dopóki nie odkryje sekretu życia i śmierci. Udał się do świątyni Taraknath poświęconej Śiwie w mieście Tarakeswar w Bengalu Zachodnim. Usiadł w świątyni i non-stop recytował: "Śankar, Śankar, ..., Śankar", jedno z 1008 imion Śiwy.

Po jakimś czasie Janardan porzucił to miejsce i nadal szukając odpowiedzi na nurtujące go pytania dotarł do Waranasi (dawniej Benares lub Kashi). Ponieważ poruszał się pieszo to na jego stopach pojawiło się pełno pęcherzy, a na ciele pojawiły się ciemne plamy. Jego stan zdrowia był bardzo zły, trawiła go wysoka gorączka. W Benares podszedł do niego sadhu i udzielił Janardanowi pomocy w powrocie do zdrowia. 

Pewnego dnia Janardan miał sen w którym zobaczył pewnego sadhu, który powiedział do niego: "Pragnę udzielić tobie dikszy". Janardan rozumiał, że ta diksza może być tym czego poszukuje w swoim życiu. Nadal wędrując dotarł do Guwahati również w Bengalu Zachodnim. Był tam bardzo popularny kult małżonki Śiwy, Bogini Śakti. Nieopodal Guwahati na wzgórzu o nazwie Nilaczal (ang. Nilachal, tłum. Nila=niebieski Aczal=Góra - Niebieska Góra) znajduje się świątynia Kamakhya (dewanagari कामाख्या trl. kāmākhyā)
 - poświęcona małżonce Śiwy bogini Śakti. Janardan udał się za miasto aby dotrzeć do świątyni Kamakhja. Idąc tam, myśląc, że to już zabudowania świątynne, wszedł omyłkowo do Kalipur Aśram, który znajduje się nieopodal świątyni Kamakhya i spotkał tam tego samego sadhu, którego widział w swoim śnie. Jednakże widząc "wystrojonego" w pomarańczowe szaty sadhu, pragnienie dikszy zniknęło, a Janardan opuścił to miejsce.

Nadal kontynuował swoje poszukiwania, których celem było znalezienie odpowiedzi na pytania "czym jest życie? czym jest śmierć?". W swoich wędrówkach trafił do miasta Gopalpurw stanie Orisa, gdzie zatrudnił się jako kucharz w domu urzędnika rządowego Shri Prabhod Chandra Sikhander. Shri Prabhod był bardzo zadowolony z posiłków przygotowywanych przez Janardana. W tym samym mieście mieszkał i pracował jako sędzia syn Guru Bhumanandy. Podczas jednej z wizyt u swojego syna Bhumananda spotkał się z Shri Prabhodem, który był jego uczniem. Będąc bardzo zadowolony z serwowanych posiłków zapytał o kucharza. Jakież było zaskoczenie Janardana gdy po raz kolejny spotkał tego samego sadhu, który we śnie zaproponował mu dikszę. Tym razem Janardan zgodził się i w dniu 15 marca 1931 roku przyjął inicjację od Guru Bhumanandy.

Przez pewien czas Janardan pozostał w Kalipur Aśram praktykując tam kriję. Bhumananda będąc zadowolony z postępów Janardana wysłał go do miasta Rongpur (ang. Rangpur) (obecnie Bangladesz) celem wybudowania tam aśramu. Janardan kupił kawałek ziemi i utworzył aśram, który funkcjonował do jego wyjazdu z Rangpur w 1946 roku. Po wyjeździe Janardana, podczas zamieszek wyzwoleńczych przeciwko Brytyjczykom, aśram został doszczętnie zniszczony. Po opuszczeniu aśramu w Rangpur Janardan powrócił do Kalipur Aśram. Bhumananda widząc osiągnięcia Janardana w kriji udzielił mu prawa do inicjowania nowych uczniów.

Ta decyzja wywołała duże poruszenie pośród uczniów Guru Bhumanandy. Wielu z jego uczniów było osobami bardzo dobrze wykształconymi obeznanymi w pismach religijnych i sanskrycie. Natomiast Janardan był osobą słabo wykształconą, a dodatkowo rzadko przebywał w Kalipur Aśram. Widząc niechęć niektórych ze swoich uczniów do Janardana, Guru Bhumananda zdecydował, że Janardan powinien opuścić Kalipur Aśram i udać się do dżungli i tam nadal samodzielnie praktykować intensywną kriję. Przez wiele lat Janardan wędrował po całych Indiach praktykując intensywną kriję i przyjmując jako posiłek tylko to co dostał. Podczas tych wędrówek osiągnął oświecenie i znalazł odpowiedzi na wszystkie nurtujące go pytania.

### Samozrealizowany święty
Po wielu latach wędrówek, już jako samozrealizowany święty, Guru Janardan, dotarł do miasta Kanpur w stanie Uttar Pradesh. Tutaj też inicjował swoich pierwszych uczniów. W krótkim czasie osoba Janardana stała się popularna w Kanpurze i sporo osób przyjęło od niego dikszę. Janardan widząc wzrastającą liczbę uczniów postanowił utworzyć dla nich aśram. Udał się do lewobrzeżnej części Rishikesh zwanej Lakshman Jhula, gdzie u podnóża góry Manikhut w pobliżu brzegu Gangesu nabył kawałek ziemi i założył swój pierwszy aśram zwany Shri Purnananda Yogashram (potocznie Lakszmandźula Aśram). W latach 1955–1960 ze względu na przybywającą do aśramu dużą liczbę uczniów Guru Janardan rozbudował go o dormitorium (ang. guesthouse) będące skromną bazą noclegową dla uczniów.

Janardan widział potrzebę kształcenia młodych ludzi ze zrozumieniem istoty życia i przywróceniem prawdziwej dharmy. W celu realizacji tego zamierzenia kupił w Garhwal w stanie Uttarakhand ziemię na której w dniu 17 lutego 1963 roku został wmurowany kamień węgielny pod college nazwany na cześć Guru Purnanandy - Shri Purnananda's Institution for Imparting Supreme Knowledge. W krótkim czasu collage został wybudowany, a w uroczystym otwarciu uczestniczył minister edukacji stanu Uttar Pradesh, Shri Kishore Acharya.

#### Modlitwa o następcę
Po ukończeniu budowy colleg'u, na początku 1964 roku, Guru Janardan udał się w odosobnione miejsce, gdzie przez 64 dni bez przerwy medytował nie przyjmując w tym czasie jakichkolwiek posiłków czy napojów. Celem tej medytacji była chęć udzielenia pomocy cierpiącej ludzkości. Pod koniec medytacji otrzymał przekaz, iż otrzyma dziecko - chłopca, który będzie wielkim samozrealizowanym świętym i odegra dużą rolę w pomaganiu cierpiącej ludzkości. Po zakończeniu tej bardzo długiej medytacji, Guru Janardan zrelacjonował to doświadczenie swoim uczniom i powiedział, że za około 2 lata otrzyma samozrealizowane dziecko. O tym fakcie poinformował również władze Indii. W styczniu 1966 roku Guru Janardan przebywał w Lakszmandźula Aśram. 6 stycznia, dwóch nieznanych nikomu mężczyzn przejeżdżających obok aśramu na rowerach, odwiedziło Guru Janardana mówiąc, że niedaleko małej jaskini na brzegu Gangesu zwanej Pandu Guha (dewanagari पाण्डु गुहा, trl. pāṇḍu guhā, tłum. Jaskinia Pandu) płacze jakieś dziecko. Janardan udał się tam z kilkoma uczniami i znalazł nowo narodzonego chłopca. Krótko potem powiadomił władze o znalezieniu chłopca i adoptował go nadając mu imię Guru Prasad co oznacza Dar Guru.

#### Światowa konferencja naukowej jogi, Delhi 1970
Jednym z uczniów Janardana był Gulzarilal Nanda (dewanagari गुलजारीलाल नन्दा trl. gulzārīlāl nandā), który w latach 1963 - 1966 był Ministrem Spraw Wewnętrznych rządu Indii oraz dwukrotnie (od 27 maja 1964 do 9 czerwca 1964 i od 11 stycznia 1966 do 24 stycznia 1966) pełnił obowiązki premiera Indii. Na jego zaproszenie w dniu 22 czerwca 1969 roku Guru Janardan przybył do Delhi aby na prośbę swego ucznia i jednocześnie ministra w rządzie Indii wziąć udział w tworzeniu i w wykładach w Instytucie Nauk Duchowych. Różni ludzie nie tylko z Indii przyjeżdżali do tego Instytutu i brali udział w prowadzonych tam wykładach. W jednym z wykładów prowadzonych przez Guru Janardana na temat adźapajogi brał udział pewien mężczyzna z Czechosłowacji, który po wysłuchaniu Guru Janardana zapragnął aby ta nauka została udostępniona mieszkańcom jego kraju. W 1970 roku Guru Janardan otrzymał zaproszenie od Czechosłowackiej Akademii Naukowej do zaprezentowania swoich nauk podczas konferencji naukowej odbywającej się w Pradze. Ten moment przyjmuje się jako oficjalne otwarcie idei i techniki adźapajogi dla cywilizacji Zachodu. Podczas pobytu w Pradze, Janardan, przyjął również oficjalne zaproszenie do odwiedzenia Republiki Federalnej Niemiec, Stanów Zjednoczonych i Kanady. Po wyjeździe z Czechosłowacji podróżował po krajach Zachodu i dopiero po roku powrócił do Indii. We wszystkich tych krajach Guru Janardan podróżował głównie po dużych miastach, gdzie udzielał wykładów na temat dźwięku, Boga i celu życia, inicjował tam wielu swoich uczniów.

### Dimna Aśram
Po powrocie z pierwszego swojego wyjazdu do krajów Zachodu, Guru Janardan przez krótki czas przebywał w Lakszmandźula Aśram. Tam podjął decyzję o wybudowaniu kolejnego aśramu. Poszukując odpowiedniego miejsca trafił do miasta Jamshedpur, gdzie jeden z jego uczniów Shri Madanlal zaoferował mu kawałek swojej ziemi położony w Dimna, małej wiosce na obrzeżach miasta, obecnie dzielnica Jamshedpuru. W początkowej fazie aśramem było kilka namiotów rozstawionych pośród drzew mangowca, jednakże szybko powstał murowany aśram z dużym zapleczem socjalnym. Guru Janardan w centralnym punkcie aśramu wybudował świątynię poświęconą Guru Purnanandzie Paramahansie i Guru Bhumanandzie Paramahansie. Postanowił również stworzyć świątynię ku czci dziewięciu Brahmarszich, których, według tradycji hinduskiej, wszyscy jesteśmy potomkami. Ci brahmarszi to: Marići, Bhrygu, Angiras, Pulastja, Pulaha, Kratu, Daksza, Atri, Wasisztha. Wizja Guru Janardana została zrealizowana w 1976 roku. Po kilkuletniej budowie, na terenie aśramu adźapajogi w Dimna, powstała pierwsza na świecie świątynia poświęcona nawabrahmarszim.

### Placerville Aśram w Kalifornii
Guru Janardan kilkukrotnie wyjeżdżał z wizytą do swoich uczniów mieszkających w Stanach Zjednoczonych i w Kanadzie. W tych wyjazdach towarzyszył mu nastoletni wówczas Guru Prasad. Podczas jednego z pobytów w USA, Janardan powołał do życia pierwszy aśram adźapajogi w świecie zachodnim zwany Shri Janardan Ajapa Yogashram (potocznie Kalifornia Aśram). Amerykańscy uczniowie powołali do życia fundację zwaną Ajapa Yoga Fundation. Fundacja ta z pieniędzy zebranych przez uczniów i otrzymanych od Guru Janardana zakupiła na cele utworzenia aśramu nieruchomość położoną w Placerville w stanie Kalifornia. Od 1976 roku aśram ten funkcjonuje nieprzerwanie do dziś.

### Kanpur Aśram
Kanpur był miejscem, gdzie Guru Janardan zakończył okres swojego życia jako wędrowny sadhu. Tam też Guru Janardan inicjował swoich pierwszych uczniów. Przez wiele lat liczba uczniów mieszkających w Kanpurze systematycznie rosłą. Janardan widząc oddanie swoich uczniów postanowił stworzyć dla nich kolejny aśram zwany Shri Purnanda Ajapa Yoga Sansthan (potocznie Kanpur Aśram). Ze środków otrzymanych od uczniów z Kanpuru Guru Janardan zakupił 1976 roku kawałek ziemi i wybudował tam aśram, który od 1977 roku funkcjonuje nieprzerwanie do dziś.

### Mahasamadhi
Od roku 1977 Guru Janardan większość czasu spędzał w swoim aśramie w Dimna koło Jamshedpur. W kwietniu 1980 roku Guru Janardan wezwał swoich uczniów i poinformował ich, że jego życie zbliż się ku końcowi. W dniu 25 kwietnia zorganizował uroczystość podczas której przekazał zwierzchnictwo nad adźapajogą swojemu nastoletniemu następcy Guru Prasadowi. Od tego dnia Guru Prasad jest jedynym Guru adźapajogi na świecie. W kilka dni później 28 kwietnia Guru Janardan opuścił swoje ciało. Jego ciało nie zostało spalone, zgodnie z tradycją hinduską, ale pochowane w ziemi. Miejsce pochówku zostało obudowane i obecnie wraz ze świątynią Guru Purnanandy i Guru Bhumanandy tworzy jedną całość. W świątyni tej uczniowie celebrują codziennie o godzinie 9.30, 19.00 i o 3.00 (rano) gurupudźę (dewanagari पूजा, trl. pūjā, ang. Puja, tłum. wielbienie, ofiara, szacunek). W miejscu tym, według osób tam medytujących, panuje wspaniała atmosfera ułatwiająca medytacje w technice adźapajogi.